# Тім Говард
Ті́моті Ме́тью Го́вард, відомий як Тім Говард (англ. Timothy Matthew Howard; нар. 6 березня 1979, Норт-Брансвік, Нью-Джерсі, США) — американський футболіст угорського походження, воротар.
Починав грати на батьківщині за «Метростарз». З 2003 по 2007 роки виступав за англійський «Манчестер Юнайтед», але не зміг закріпитися в основі команди і з 2006 року виступав за «Евертон», у складі якого провів 10 сезонів і понад 400 матчів. Завершував виступи у США в клубах «Колорадо Рапідз» та «Мемфіс 901». За збірну США провів 121 матч і став дворазовим володарем Золотого кубка КОНКАКАФ.

## Клубна кар'єра
Кар'єра Тіма Говарда почалася в 1997 році у клубі «Норт-Джерсі Імперіалс» ліги USISL. Роком пізніше підписав професійний контракт з клубом «Метростарз». Він дебютував в переможній грі над «Колорадо Репідз» (4:1). У своєму першому повному сезоні (2000/01) Говард був обраний до «Команди всіх зірок MLS». Він також отримав титул «Найкращий воротар року MLS».
У січні 2003 року Говардом зацікавився англійський «Манчестер Юнайтед». Незважаючи на проблеми, трансфер був виконаний в строк і Говард міг приєднатися до своїх колег на гастролях до США. Він замінив Фаб'єна Бартеза як основного воротаря. У «Манчестер Юнайтед» Говард та Рой Керролл поперемінно були основними воротарями. Наприкінці сезону 2005/06 Говард продовжив контракт строком до 2009 року. Команда в той же час запросила нового досвідченого воротаря Едвіна ван дер Сара. Тім Говард був незадоволений цім та казав що не став би підписувати контракт, якби знав про прихід ван дер Сара.

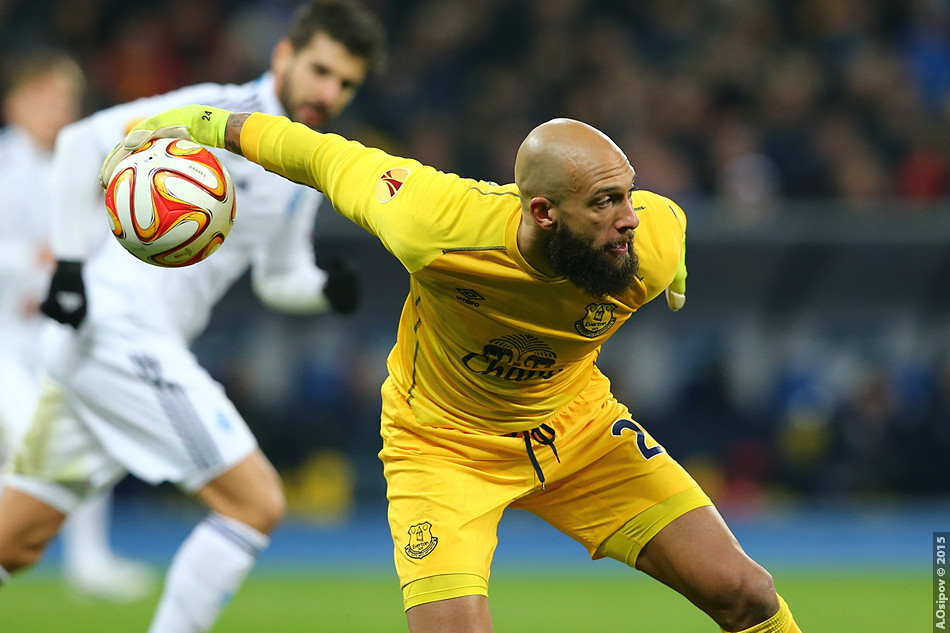
Тім Говард під час виступів за «Евертон». 2015 рік.

У 2006 році Тім Говард був відданий в оренду «Евертону» на сезон 2006/07. У 2007 році він підписав постійній контракт з цим клубом. За перехід Говарда «Евертон» заплатив «Манчестеру» 3 мільйони фунтів стерлінгів. У сезоні 2011/12 року Говард забив свій перший гол у професійній кар'єрі — у матчі проти «Болтон Вондерерз» (2:1), відзначившись з відстані у 101 ярд (92,3544 м). Говард став лише четвертим воротарем, який забив гол в англійській Прем'єр-лізі з моменту її заснування в 1992 році. Пізніше в інтерв'ю Говард заявив, що для воротаря дуже прикро пропускати подібні м'ячі, тому через солідарність із воротарем «Болтона» Адамом Богданом він відмовився святкувати свій гол разом із командою, назвавши свій гол «жорстоким».
Після 10 років у складі «Евертона», за які Говард провів понад 400 матчів в усіх турнірах, 2016 року він вирішив повернутися в MLS і став основним воротарем «Колорадо Рапідз». 22 січня 2019 року Говард оголосив, що сезон 2019 року стане його останнім сезоном на професіональному рівні. 6 жовтня 2019 року Говард зіграв прощальний матч за «Колорадо».
4 березня 2020 року Говард оголосив про повернення до футболу, підписавши контракт з клубом «Мемфіс 901» з чемпіонату USL, де він також був спортивним директором і міноритарним власником. У новій команді Говард був запасним воротарем, зігравши лише 6 іграх, і у грудні 2020 року остаточно завершив ігрову кар'єру.

## Виступи за збірні
У складі молодіжної збірної США Говард взяв участь у молодіжному чемпіонату світу 1999 року в Нігерії, зігравши у матчах групового етапу зі збірними Англії (1:0) та Камеруну (3:1), а потім програв у 1/8 фіналу проти Іспанії (2:3).
У липні 1999 року Говард був викликаний до збірної до 23 років на футбольний турнір Панамериканських ігор 1999 року у Канаді, допомігши команді здобути бронзові нагороди. Наступного року у складі цієї збірної був дублером Бреда Фріделя на літніх Олімпійських іграх 2000 року і на поле не виходив.
10 березня 2002 року Говард дебютував у грі за національну збірну США у товариській грі проти збірної Еквадору (1:0), а наступного року був основним воротарем на Кубку Конфедерацій 2003 року у Франції, зігравши у всіх трьох іграх, але американці посіли останнє місце в групі.

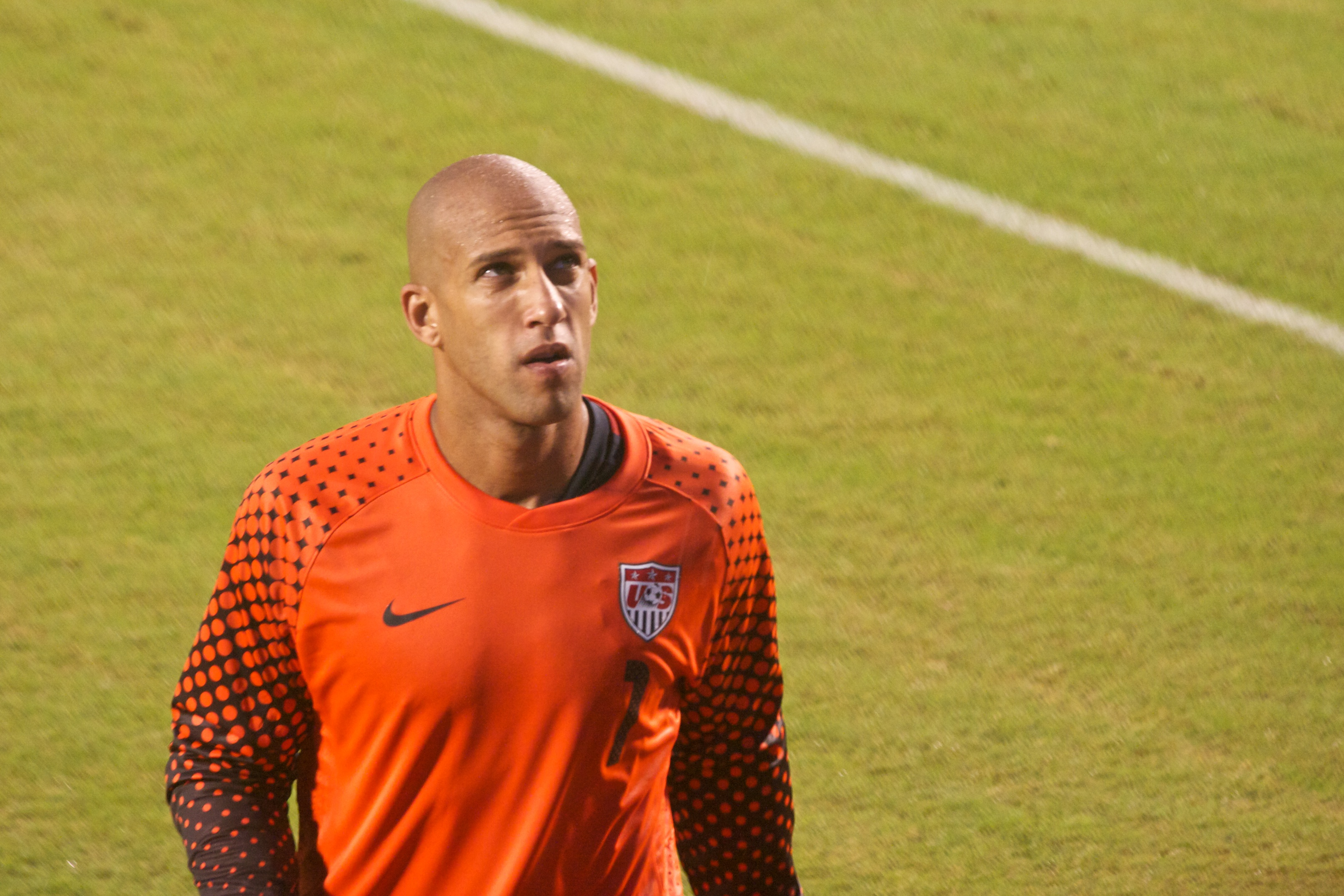
Тім Говард у складі збірної США. 2011 рік.

2 травня 2006 року Говард був включений до заявки збірної на чемпіонаті світу 2006 року в Німеччині, де був дублером Кейсі Келлера і на поле не виходив. Після «мундіалю» новим головним тренером збірної став Боб Бредлі, який зробив Говарда новим основним воротарем збірної. Наступного року Тім допоміг своїй команді виграти Золотий кубок КОНКАКАФ 2007 року, обігравши у фіналі збірну Мексики з рахунком 2:1.
Надалі Говард був основним воротарем на Кубку конфедерацій 2009 року в ПАР, зігравши в тому числі і у півфіналі, в якому Сполучені Штати обіграли збірну Іспанії (2:0), яка тоді займала перше місце в рейтингу збірних ФІФА. Вісім сейвів принесли Говарду його перший «сухий матч» на турнірі. Не зважаючи на те, що американці поступились у фіналі, програвши 2:3 збірній Бразилії, Говард був нагороджений «Золотою рукавичкою» як найкращий воротар турніру.
Наступного року Говард був основним воротарем воротарем на чемпіонаті світу 2010 року в ПАР і був визнаний найкращим гравцем у матчі проти збірної Англії (1:1), який став для нього дебютним на чемпіонатах світу. Гольовий пас Говарда на Лендона Донована допоміг США забити єдиний переможний гол у останньому матчі групового етапу проти збірної Алжиру (1:0), що дозволив американцям вийти у 1/8 фіналу. Там у матчі проти збірної Гани Говард пропустив два м'ячі і його команда програла 1:2 та покинула турнір.
Надалі Говард зіграв в усіх матчах Золотого кубка КОНКАКАФ 2011 року, допомігши американцям дійти до фіналу змагання. Пропустивши у ньому 4 м'ячі, через які США програли Мексиці 2:4 і не здобути трофей, Говард зробив суперечливу заяву щодо післяматчевої церемонії. Вручення трофеїв було проведено повністю іспанською мовою, незважаючи на те, що турнір проходив у Сполучених Штатах. Говард сказав, що це була «ганьба», і якби фінал відбувся в Мехіко і виграли Сполучені Штати, церемонія не проходила б англійською мовою.
7 червня 2014 року, під час підготовки до чемпіонату світу 2014 року, Говард провів свій 100-й матч за збірну США у товариському матчі проти збірної Нігерії (1:2). На самому «мундіалі» 22 червня Говард був визнаний найкращим гравцем матчу з Португалією, в якому він допоміг своїй команді здобути нічию 2:2. 1 липня Говард знову був визнаний найкращим гравцем матчу, незважаючи на те, що Сполучені Штати програли Бельгії з рахунком 1:2 після додаткового часу в 1/8 фіналу. Під час матчу він побив рекорд за кількістю сейвів у матчі чемпіонату світу — 15.
Після чемпіонату світу, у серпні 2014 року, Говард попросив тренера збірної США Юргена Клінсманна дати йому відпочинок від матчів збірної до вересня 2015 року. В результаті він пропустив Золотий кубок 2015 року
Надалі Говард зіграв з командою на Кубку Америки 2016 року, а також став переможцем Золотого кубка КОНКАКАФ 2017 року. Проте, після того, як збірна США не пройшла кваліфікацію на чемпіонат світу 2018 року після несподіваної виїзної поразки від збірної Тринідаду і Тобаго 10 жовтня 2017 року, Говард більше не грав за збірну. Зі 121 матчем він є воротарем з найбільшою кількістю проведених матчів в історії чоловічої збірної США.

## Статистика

### Клубні виступи
| Сезон                         | Команда                       | Чемпіонат                     | Чемпіонат | Чемпіонат | Нац. кубок | Нац. кубок | Нац. кубок | Єврокубки | Єврокубки | Єврокубки | Інші кубки | Інші кубки | Інші кубки | Загалом | Загалом | Загалом |
| Сезон                         | Команда                       | Змаг.                         | Матчі     | Голи      | Змаг.      | Матчі      | Голи       | Змаг.     | Матчі     | Голи      | Змаг.      | Матчі      | Голи       | Матчі   | Голи    |         |
| ----------------------------- | ----------------------------- | ----------------------------- | --------- | --------- | ---------- | ---------- | ---------- | --------- | --------- | --------- | ---------- | ---------- | ---------- | ------- | ------- | ------- |
| 1997                          | «Норт-Джерсі Імперіалс»       | USL 2D                        | 6         | ?         | КСША       | -          | -          | -         | -         | -         | -          | -          | -          | 6       | -?      |         |
| 1998                          | MLS Project-40                | A-League                      | 1         | ?         | КСША       | -          | -          | -         | -         | -         | -          | -          | -          | 1       | ?       |         |
| 1998                          | «Метростарз»                  | MLS                           | 1         | -1        | КСША       | 0          | 0          | -         | -         | -         | -          | -          | -          | 1       | -1      |         |
| 1999                          | «Метростарз»                  | MLS                           | 9         | -13       | КСША       | 0          | 0          | -         | -         | -         | -          | -          | -          | 9       | -13     |         |
| 2000                          | «Метростарз»                  | MLS                           | 9         | -13       | КСША       | 3          | -4         | -         | -         | -         | -          | -          | -          | 12      | -17     |         |
| 2001                          | «Метростарз»                  | MLS                           | 26+3      | -35 + -6  | КСША       | 1          | -4         | -         | -         | -         | -          | -          | -          | 30      | -45     |         |
| 2002                          | «Метростарз»                  | MLS                           | 27        | -45       | КСША       | 1          | -2         | -         | -         | -         | -          | -          | -          | 28      | -47     |         |
| 2003                          | «Метростарз»                  | MLS                           | 13        | -18       | КСША       | 0          | 0          | -         | -         | -         | -          | -          | -          | 13      | -18     |         |
| Усього за «Метростарз»        | Усього за «Метростарз»        | Усього за «Метростарз»        | 85+3      | -125 + -6 |            | 5          | -10        |           | -         | -         |            | -          | -          | 93      | -141    |         |
| 2003/04                       | «Манчестер Юнайтед»           | АПЛ                           | 32        | -31       | КА+КЛ      | 4+0        | -4         | ЛЧ        | 7         | -5        | СА         | 1          | -4         | 44      | -44     |         |
| 2004/05                       | «Манчестер Юнайтед»           | АПЛ                           | 12        | -10       | КА+КЛ      | 4+5        | -1 + -2    | ЛЧ        | 5         | -7        | СА         | 1          | -3         | 27      | -23     |         |
| 2005/06                       | «Манчестер Юнайтед»           | АПЛ                           | 1         | -1        | КА+КЛ      | 2+3        | 0 + -3     | ЛЧ        | -         | -         | -          | -          | -          | 6       | -4      |         |
| Усього за «Манчестер Юнайтед» | Усього за «Манчестер Юнайтед» | Усього за «Манчестер Юнайтед» | 45        | -42       |            | 18         | -10        |           | 12        | -12       |            | 2          | -7         | 77      | -71     |         |
| 2006/07                       | «Евертон»                     | АПЛ                           | 36        | -29       | КА+КЛ      | 1+1        | -4 + -1    | -         | -         | -         | -          | -          | -          | 38      | -34     |         |
| 2007/08                       | «Евертон»                     | АПЛ                           | 36        | -30       | КА+КЛ      | 0+3        | -4         | КУЄФА     | 8         | -6        | -          | -          | -          | 47      | -40     |         |
| 2008/09                       | «Евертон»                     | АПЛ                           | 38        | -37       | КА+КЛ      | 7+1        | -5 + -1    | КУЄФА     | 2         | -4        | -          | -          | -          | 48      | -47     |         |
| 2009/10                       | «Евертон»                     | АПЛ                           | 38        | -49       | КА+КЛ      | 2+2        | -3 + -2    | ЛЄ        | 9         | -13       | -          | -          | -          | 51      | -67     |         |
| 2010/11                       | «Евертон»                     | АПЛ                           | 38        | -45       | КА+КЛ      | 4+0        | -4         | -         | -         | -         | -          | -          | -          | 42      | -49     |         |
| 2011/12                       | «Евертон»                     | АПЛ                           | 38        | -40; 1    | КА+КЛ      | 6+0        | -4         | -         | -         | -         | -          | -          | -          | 44      | -44; 1  |         |
| 2012/13                       | «Евертон»                     | АПЛ                           | 36        | -39       | КА+КЛ      | 4+0        | -5         | -         | -         | -         | -          | -          | -          | 40      | -44     |         |
| 2013/14                       | «Евертон»                     | АПЛ                           | 37        | -37       | КА+КЛ      | 0+0        | 0          | -         | -         | -         | -          | -          | -          | 37      | -37     |         |
| 2014/15                       | «Евертон»                     | АПЛ                           | 32        | -44       | КА+КЛ      | 0+1        | -3         | ЛЄ        | 9         | -10       | -          | -          | -          | 42      | -57     |         |
| 2015/16                       | «Евертон»                     | АПЛ                           | 25        | -35       | КА+КЛ      | 0+0        | 0          | -         | -         | -         | -          | -          | -          | 25      | -35     |         |
| Усього за «Евертон»           | Усього за «Евертон»           | Усього за «Евертон»           | 354       | -385; 1   |            | 32         | -36        |           | 28        | -33       |            | -          | -          | 414     | -454; 1 |         |
| 2016                          | «Колорадо Репідз»             | MLS                           | 17+2      | -19 + -1  | КСША       | 0          | 0          | -         | -         | -         | -          | -          | -          | 19      | -20     |         |
| 2017                          | «Колорадо Репідз»             | MLS                           | 25        | -39       | КСША       | 0          | 0          | -         | -         | -         | -          | -          | -          | 25      | -39     |         |
| 2018                          | «Колорадо Репідз»             | MLS                           | 33        | -58       | КСША       | 0          | 0          | ЛЧ        | 1         | -2        | -          | -          | -          | 34      | -60     |         |
| 2019                          | «Колорадо Репідз»             | MLS                           | 25        | -46       | КСША       | 0          | 0          | -         | -         | -         | -          | -          | -          | 25      | -46     |         |
| Усього за «Колорадо Репідз»   | Усього за «Колорадо Репідз»   | Усього за «Колорадо Репідз»   | 100+2     | -162 + -1 |            | 0          | 0          |           | 1         | -2        |            | -          | -          | 103     | -165    |         |
| 2020                          | «„Мемфіс 901“»                | USL                           | 6         | -12       |            | -          | -          | -         | -         | -         | -          | -          | -          | 6       | -12     |         |
| Totale carriera               | Totale carriera               | Totale carriera               | 602       | -733; 1   |            | 55         | -56        |           | 41        | -47       |            | 2          | -7         | 700     | -739; 1 |         |

### Виступи за збірні
| Дата       | Місто          | Господарі            | Результат  | Гості             | Турнір                                 | Голи | Примітки |
| ---------- | -------------- | -------------------- | ---------- | ----------------- | -------------------------------------- | ---- | -------- |
| 10-3-2002  | Бірмінгем      | США                  | 1 – 0      | Еквадор           | товариський матч                       | -    |          |
| 17-11-2002 | Вашингтон      | США                  | 2 – 0      | Сальвадор         | товариський матч                       | -    | 46'      |
| 19-1-2003  | Форт-Лодердейл | США                  | 4 – 0      | Канада            | товариський матч                       | -    | 46'      |
| 8-2-2003   | Маямі          | США                  | 0 – 1      | Аргентина         | товариський матч                       | -1   |          |
| 13-2-2003  | Кінгстон       | Ямайка               | 1 – 2      | США               | товариський матч                       | -1   |          |
| 9-5-2003   | Х'юстон        | США                  | 0 – 0      | Мексика           | товариський матч                       | -    |          |
| 19-6-2003  | Сент-Етьєнн    | Туреччина            | 2 – 1      | США               | Кубок конфедерацій                     | -2   |          |
| 21-6-2003  | Ліон           | Бразилія             | 1 – 0      | США               | Кубок конфедерацій                     | -1   |          |
| 23-6-2003  | Ліон           | США                  | 0 – 0      | Камерун           | Кубок конфедерацій                     | -    |          |
| 3-6-2004   | Фоксборо       | США                  | 4 – 0      | Гондурас          | товариський матч                       | -    |          |
| 12-7-2004  | Чикаго         | США                  | 1 – 1      | Польща            | товариський матч                       | -1   |          |
| 4-9-2004   | Фоксборо       | США                  | 2 – 0      | Сальвадор         | Відбір до ЧС 2006                      | -    |          |
| 8-10-2005  | Сан-Хуан       | Коста-Рика           | 3 – 0      | США               | Відбір до ЧС 2006                      | -3   |          |
| 12-10-2005 | Фоксборо       | США                  | 2 – 0      | Панама            | Відбір до ЧС 2006                      | -    |          |
| 1-3-2006   | Кайзерслаутерн | Польща               | 0 – 1      | США               | товариський матч                       | -    | 46'      |
| 27-5-2006  | Іст-Ратерфорд  | США                  | 2 – 0      | Венесуела         | товариський матч                       | -    |          |
| 8-2-2007   | Фінікс         | США                  | 2 – 0      | Мексика           | товариський матч                       | -    |          |
| 25-3-2007  | Тампа          | США                  | 3 – 1      | Еквадор           | товариський матч                       | -1   |          |
| 3-6-2007   | Сан-Хосе       | США                  | 4 – 1      | КНР               | товариський матч                       | -1   | 46'      |
| 7-6-2007   | Карсон         | США                  | 1 – 0      | Гватемала         | Кубок КОНКАКАФ 2007 - груповий етап    | -    |          |
| 12-6-2007  | Фоксборо       | США                  | 4 – 0      | Сальвадор         | Кубок КОНКАКАФ 2007 - груповий етап    | -    |          |
| 16-6-2007  | Фоксборо       | США                  | 2 – 1      | Панама            | Кубок КОНКАКАФ 2007 - чвертьфінал      | -1   | 90'      |
| 24-6-2007  | Чикаго         | США                  | 2 – 1      | Мексика           | Кубок КОНКАКАФ 2007 - фінал            | -1   |          |
| 22-7-2007  | Гетеборг       | Швеція               | 1 – 0      | США               | товариський матч                       | -1   |          |
| 9-9-2007   | Чикаго         | США                  | 2 – 4      | Бразилія          | товариський матч                       | -4   |          |
| 17-11-2007 | Йоганнесбург   | ПАР                  | 0 – 1      | США               | товариський матч                       | -    | 46'      |
| 6-2-2008   | Іст-Ратерфорд  | США                  | 2 – 2      | Мексика           | товариський матч                       | -2   |          |
| 26-3-2008  | Краків         | Польща               | 0 – 3      | США               | товариський матч                       | -    |          |
| 28-5-2008  | Лондон         | Англія               | 2 – 0      | США               | товариський матч                       | -1   | 46'      |
| 4-6-2008   | Сантандер      | Іспанія              | 1 – 0      | США               | товариський матч                       | -    | 46'      |
| 7-6-2008   | Іст-Ратерфорд  | США                  | 0 – 0      | Аргентина         | товариський матч                       | -    |          |
| 21-8-2008  | Гватемала      | Гватемала            | 0 – 1      | США               | Відбір до ЧС 2010                      | -    | 83'      |
| 7-9-2008   | Гавана         | Куба                 | 0 – 1      | США               | Відбір до ЧС 2010                      | -    |          |
| 11-9-2008  | Бриджв'ю       | США                  | 3 – 0      | Тринідад і Тобаго | Відбір до ЧС 2010                      | -    |          |
| 12-10-2008 | Вашингтон      | США                  | 6 – 1      | Куба              | Відбір до ЧС 2010                      | -1   |          |
| 12-2-2009  | Колумбус       | США                  | 2 – 0      | Мексика           | Відбір до ЧС 2010                      | -    | 66'      |
| 2-4-2009   | Нашвілл        | США                  | 3 – 0      | Тринідад і Тобаго | Відбір до ЧС 2010                      | -    |          |
| 4-6-2009   | Сан-Хуан       | Коста-Рика           | 3 – 1      | США               | Відбір до ЧС 2010                      | -3   |          |
| 7-6-2009   | Чикаго         | США                  | 2 – 1      | Гондурас          | Відбір до ЧС 2010                      | -1   |          |
| 15-6-2009  | Преторія       | США                  | 1 – 3      | Італія            | Кубок конфедерацій                     | -3   |          |
| 18-6-2009  | Преторія       | США                  | 0 – 3      | Бразилія          | Кубок конфедерацій                     | -3   |          |
| 24-6-2009  | Блумфонтейн    | Іспанія              | 0 – 2      | США               | Кубок конфедерацій                     | -    |          |
| 28-6-2009  | Йоганнесбург   | США                  | 2 – 3      | Бразилія          | Кубок конфедерацій                     | -3   |          |
| 12-8-2009  | Мехіко         | Мексика              | 2 – 1      | США               | Відбір до ЧС 2010                      | -2   |          |
| 6-9-2009   | Санді          | США                  | 2 – 1      | Сальвадор         | Відбір до ЧС 2010                      | -1   |          |
| 10-9-2009  | Порт-оф-Спейн  | Тринідад і Тобаго    | 0 – 1      | США               | Відбір до ЧС 2010                      | -    |          |
| 11-10-2009 | Сан-Педро-Сула | Гондурас             | 2 – 3      | США               | Відбір до ЧС 2010                      | -2   |          |
| 15-10-2009 | Вашингтон      | США                  | 2 – 2      | Коста-Рика        | Відбір до ЧС 2010                      | -2   |          |
| 3-3-2010   | Амстердам      | Нідерланди           | 2 – 1      | США               | товариський матч                       | -2   |          |
| 29-5-2010  | Філадельфія    | США                  | 2 – 1      | Туреччина         | товариський матч                       | -1   |          |
| 5-6-2010   | Йоганнесбург   | США                  | 3 – 1      | Австралія         | товариський матч                       | -1   | 46'      |
| 12-6-2010  | Рустенбург     | Англія               | 1 – 1      | США               | ЧС 2010 - груповий етап                | -1   |          |
| 18-6-2010  | Йоганнесбург   | Словенія             | 2 – 2      | США               | ЧС 2010 - груповий етап                | -2   |          |
| 23-6-2010  | Преторія       | США                  | 1 – 0      | Алжир             | ЧС 2010 - груповий етап                | -    |          |
| 26-6-2010  | Рустенбург     | США                  | 1 – 2 д.ч. | Гана              | ЧС 2010 - 1/8 фіналу                   | -2   |          |
| 10-8-2010  | Іст-Ратерфорд  | США                  | 0 – 2      | Бразилія          | товариський матч                       | -2   | 46'      |
| 10-10-2010 | Бриджв'ю       | США                  | 2 – 2      | Польща            | товариський матч                       | -2   |          |
| 27-3-2011  | Іст-Ратерфорд  | США                  | 1 – 1      | Аргентина         | товариський матч                       | -1   |          |
| 4-6-2011   | Фоксборо       | США                  | 0 – 4      | Іспанія           | товариський матч                       | -4   |          |
| 8-6-2011   | Іст-Ратерфорд  | США                  | 2 – 0      | Канада            | Кубок КОНКАКАФ 2011 - груповий етап    | -    |          |
| 12-6-2011  | Іст-Ратерфорд  | США                  | 1 – 2      | Панама            | Кубок КОНКАКАФ 2011 - груповий етап    | -2   |          |
| 15-6-2011  | Канзас-Сіті    | Гваделупа            | 0 – 1      | США               | Кубок КОНКАКАФ 2011 - груповий етап    | -    |          |
| 19-6-2011  | Вашингтон      | Ямайка               | 0 – 2      | США               | Кубок КОНКАКАФ 2011 - чвертьфінал      | -    |          |
| 23-6-2011  | Х'юстон        | США                  | 1 – 0      | Панама            | Кубок КОНКАКАФ 2011 - півфінал         | -    |          |
| 26-6-2011  | Пасадіна       | США                  | 2 – 4      | Мексика           | Кубок КОНКАКАФ 2011 - фінал            | -4   |          |
| 11-8-2011  | Філадельфія    | США                  | 1 – 1      | Мексика           | товариський матч                       | -1   |          |
| 2-9-2011   | Карсон         | США                  | 0 – 1      | Коста-Рика        | товариський матч                       | -1   |          |
| 6-9-2011   | Брюссель       | Бельгія              | 1 – 0      | США               | товариський матч                       | -1   |          |
| 9-10-2011  | Іст-Ратерфорд  | США                  | 1 – 0      | Гондурас          | товариський матч                       | -    |          |
| 12-10-2011 | Гаррісон       | США                  | 0 – 1      | Еквадор           | товариський матч                       | -1   |          |
| 11-11-2011 | Париж          | Франція              | 1 – 0      | США               | товариський матч                       | -1   |          |
| 15-11-2011 | Любляна        | Словенія             | 2 – 3      | США               | товариський матч                       | -2   |          |
| 29-2-2012  | Генуя          | Італія               | 0 – 1      | США               | товариський матч                       | -    |          |
| 27-5-2012  | Джексонвілл    | США                  | 5 – 1      | Шотландія         | товариський матч                       | -1   | 71'      |
| 31-5-2012  | Іст-Ратерфорд  | США                  | 1 – 4      | Бразилія          | товариський матч                       | -4   |          |
| 4-6-2012   | Торонто        | Канада               | 0 – 0      | США               | товариський матч                       | -    |          |
| 9-6-2012   | Іст-Ратерфорд  | США                  | 3 – 1      | Антигуа і Барбуда | Відбір до ЧС 2014                      | -1   |          |
| 13-6-2012  | Гватемала      | Гватемала            | 1 – 1      | США               | Відбір до ЧС 2014                      | -1   |          |
| 16-8-2012  | Мехіко         | Мексика              | 0 – 1      | США               | товариський матч                       | -    |          |
| 8-9-2012   | Кінгстон       | Ямайка               | 2 – 1      | США               | Відбір до ЧС 2014                      | -2   |          |
| 12-9-2012  | Колумбус       | США                  | 1 – 0      | Ямайка            | Відбір до ЧС 2014                      | -    |          |
| 13-10-2012 | Сент-Джонс     | Антигуа і Барбуда    | 1 – 2      | США               | Відбір до ЧС 2014                      | -1   |          |
| 17-10-2012 | Канзас-Сіті    | США                  | 3 – 1      | Гватемала         | Відбір до ЧС 2014                      | -1   |          |
| 14-11-2012 | Краснодар      | Росія                | 2 – 2      | США               | товариський матч                       | -2   |          |
| 6-2-2013   | Сан-Педро-Сула | Гондурас             | 2 – 1      | США               | Відбір до ЧС 2014                      | -2   |          |
| 30-5-2013  | Клівленд       | США                  | 2 – 4      | Бельгія           | товариський матч                       | -1   | 46'      |
| 2-6-2013   | Вашингтон      | США                  | 4 – 3      | Німеччина         | товариський матч                       | -3   |          |
| 8-6-2013   | Кінгстон       | Ямайка               | 1 – 2      | США               | Відбір до ЧС 2014                      | -1   |          |
| 12-6-2013  | Сіетл          | США                  | 2 – 0      | Панама            | Відбір до ЧС 2014                      | -    | 90'      |
| 19-6-2013  | Санді          | США                  | 1 – 0      | Гондурас          | Відбір до ЧС 2014                      | -    |          |
| 14-8-2013  | Сараєво        | Боснія і Герцеговина | 3 – 4      | США               | товариський матч                       | -3   |          |
| 7-9-2013   | Сан-Хосе       | Коста-Рика           | 3 – 1      | США               | Відбір до ЧС 2014                      | -3   |          |
| 11-9-2013  | Колумбус       | США                  | 2 – 0      | Мексика           | Відбір до ЧС 2014                      | -    |          |
| 12-10-2013 | Канзас-Сіті    | США                  | 2 – 0      | Ямайка            | Відбір до ЧС 2014                      | -    |          |
| 15-11-2013 | Глазго         | Шотландія            | 0 – 0      | США               | товариський матч                       | -    |          |
| 19-11-2013 | Відень         | Австрія              | 1 – 0      | США               | товариський матч                       | -1   |          |
| 5-3-2014   | Ларнака        | Україна              | 2 – 0      | США               | товариський матч                       | -2   |          |
| 28-5-2014  | Сан-Франциско  | США                  | 2 – 0      | Азербайджан       | товариський матч                       | -    |          |
| 1-6-2014   | Гаррісон       | США                  | 2 – 1      | Туреччина         | товариський матч                       | -    | 46'      |
| 7-6-2014   | Джексонвілл    | США                  | 2 – 1      | Нігерія           | товариський матч                       | -1   |          |
| 17-6-2014  | Натал          | Гана                 | 1 – 2      | США               | ЧС 2014 - груповий етап                | -1   |          |
| 23-6-2014  | Манаус         | США                  | 2 – 2      | Португалія        | ЧС 2014 - груповий етап                | -2   |          |
| 26-6-2014  | Ресіфі         | США                  | 0 – 1      | Німеччина         | ЧС 2014 - груповий етап                | -1   |          |
| 1-7-2014   | Салвадор       | Бельгія              | 2 – 1 д.ч. | США               | ЧС 2014 - 1/8 фіналу                   | -2   |          |
| 14-10-2015 | Гаррісон       | США                  | 0 – 1      | Коста-Рика        | товариський матч                       | -1   |          |
| 18-11-2015 | Порт-оф-Спейн  | Тринідад і Тобаго    | 0 – 0      | США               | Відбір до ЧС 2018                      | -    |          |
| 26-3-2016  | Гватемала      | Гватемала            | 2 – 0      | США               | Відбір до ЧС 2018                      | -2   |          |
| 22-5-2016  | Баямон         | Пуерто-Рико          | 1 – 3      | США               | товариський матч                       | -    | 46'      |
| 26-5-2016  | Фінікс         | США                  | 0 – 1      | Колумбія          | Копа Америка 2016 - матч за 3-тє місце | -1   |          |
| 7-9-2016   | Джексонвілл    | США                  | 4 – 0      | Тринідад і Тобаго | Відбір до ЧС 2018                      | -    |          |
| 12-11-2016 | Колумбус       | США                  | 1 – 2      | Мексика           | Відбір до ЧС 2018                      | -1   | 40'      |
| 24-3-2017  | Сан-Хосе       | США                  | 6 – 0      | Гондурас          | Відбір до ЧС 2018                      | -    |          |
| 28-3-2017  | Панама         | Панама               | 1 – 1      | США               | Відбір до ЧС 2018                      | -1   |          |
| 3-6-2017   | Санді          | США                  | 1 – 1      | Венесуела         | товариський матч                       | -1   |          |
| 9-6-2017   | Коммерс-Сіті   | США                  | 2 – 0      | Тринідад і Тобаго | Відбір до ЧС 2018                      | -    |          |
| 19-7-2017  | Філадельфія    | США                  | 2 – 0      | Сальвадор         | Кубок КОНКАКАФ 2017 - чвертьфінал      | -    |          |
| 22-7-2017  | Арлінгтон      | США                  | 2 – 0      | Коста-Рика        | Кубок КОНКАКАФ 2017 - півфінал         | -    |          |
| 26-7-2017  | Санта-Клара    | США                  | 2 – 1      | Ямайка            | Кубок КОНКАКАФ 2017 - фінал            | -1   | 90'      |
| 2-9-2017   | Гаррісон       | США                  | 0 – 2      | Коста-Рика        | Відбір до ЧС 2018                      | -2   |          |
| 7-10-2017  | Орландо        | США                  | 4 – 0      | Панама            | Відбір до ЧС 2018                      | -    |          |
| 11-10-2017 | Коува          | Тринідад і Тобаго    | 2 – 1      | США               | Відбір до ЧС 2018                      | -2   |          |
| Усього     |                | Матчів               | 121        |                   | Голів                                  | -118 |          |

## Досягнення
Манчестер Юнайтед
- Володар Кубка Англії: 2004
- Володар Кубка ліги: 2006
- Володар Суперкубка Англії: 2003

 Збірна США

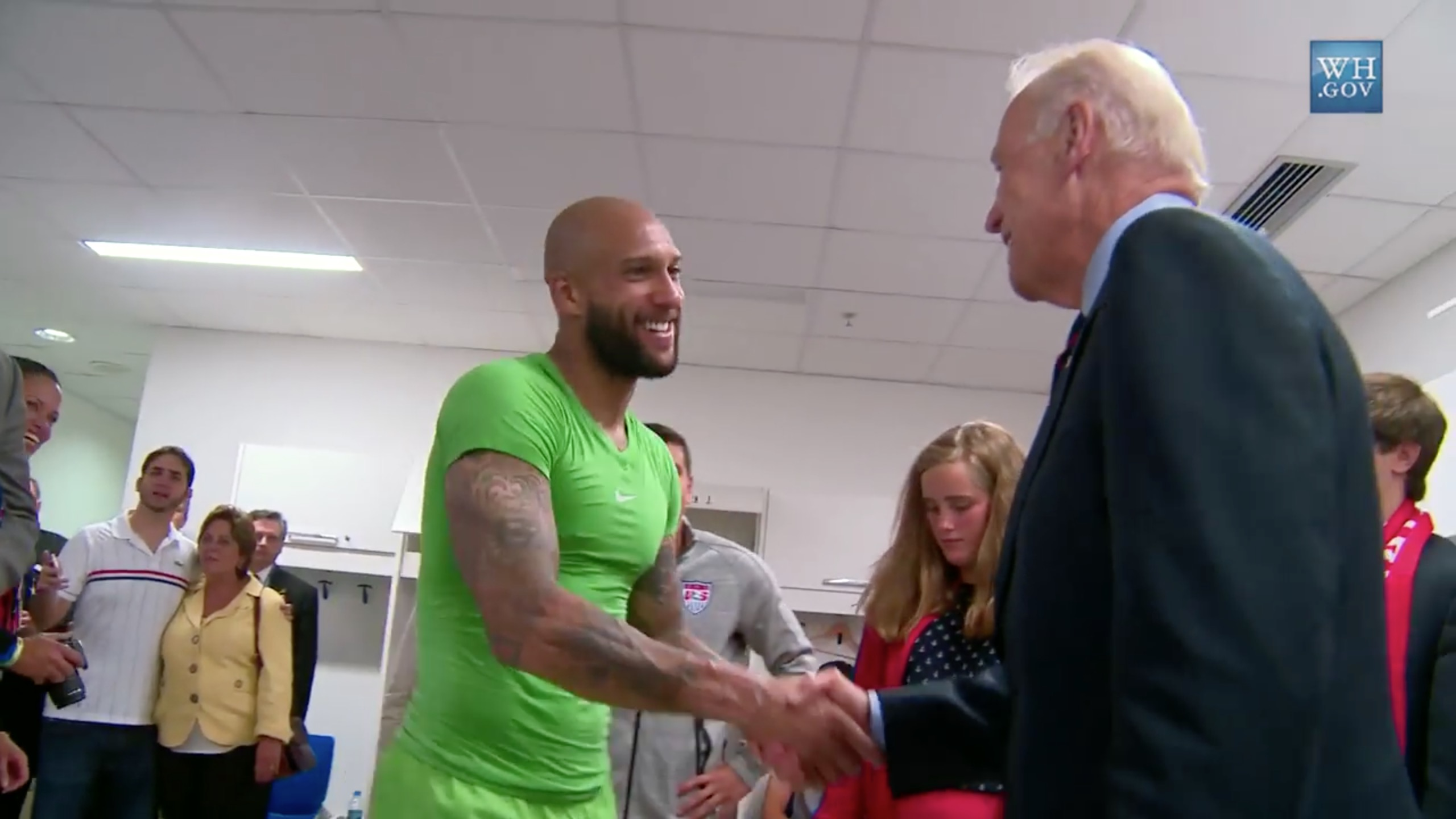
Віце-президент США Джо Байден вітає Говарда після перемоги збірної США 2:1 над Ганою на чемпіонаті світу. 2014 рік.

- Бронзовий призер Панамериканських ігор: 1999
- Володар  Золотого кубка КОНКАКАФ (3): 2007, 2013, 2017
- Срібний призер Золотого кубка КОНКАКАФ (1): 2011

### Індивідуальні
- Воротар року в MLS: 2001 [27]
- Учасник Матчу усіх зірок MLS: 2001, 2002, 2009, 2017[26]
- У символічній збірній англійської Прем'єр-ліги: 2003/04[27]
- Футболіст року в США: 2008, 2014[28]
- Найкращий гравець Матчу усіх зірок MLS: 2009[29]
- «Золота рукавичка» Кубка конфедерацій ФІФА: 2009
- Найкращий воротар року в КОНКАКАФ: 2013, 2014, 2015[30][31][32]
- Fútbol de Primera Player of the Year: 2014[33]
- У символічній збірній КОНКАКАФ: 2015[34]